# Tetragnatha nitidiuscula
Tetragnatha nitidiuscula är en spindelart som beskrevs av Simon 1907. Tetragnatha nitidiuscula ingår i släktet sträckkäkspindlar, och familjen käkspindlar. Inga underarter finns listade i Catalogue of Life.